# Disocactus macranthus
Disocactus macranthus, vrsta kaktusa iz Gvatemale i Meksika.
- Porodica:  Cactaceae
- Preporučena temperatura:  Noć: 10-12°C
- Tolerancija hladnoće:  držti ga iznad 10°C
- Minimalna temperatura:  15°C
- Izloženost suncu:  treba biti na svjetlu
- Porijeklo:  Meksiko  (Oaxaca)

## Vanjske poveznice
|  | Zajednički poslužitelj ima još gradiva o temi Pseudorhipsalis macrantha |
|  | Wikivrste imaju podatke o taksonu Pseudorhipsalis macrantha             |